# 威廉·史崔克
威廉·史崔克（英語：William Stryker）是一名在漫威漫畫中出現的虛構超級反派，是X戰警的敵人。由作家克里斯·克萊蒙特和藝術家布蘭特·安德森所創作，於1982年《X-Men: God Loves, Man Kills》中首次登場。威廉·史崔克的人物形象是參考傑瑞·法威爾。
在2009年，威廉·史崔克被列為IGN第70名最偉大的漫畫反派。

## 其他媒體

### 電影
- X戰警電影系列
  - 《X戰警2》（2003年）：由布萊恩·考克斯飾演。
  - 《X戰警：金鋼狼》（2009年）：由丹尼·休斯頓飾演。
  - 《X戰警：未來昔日》（2014年）：由喬許·赫爾曼与布萊恩·考克斯共同飾演。
  - 《X戰警：天啟》（2016年）：由喬許·赫爾曼飾演。

## 外部連結
- 威廉·史崔克 （页面存档备份，存于）在Marvel.com